# Intel 3000 sorozat

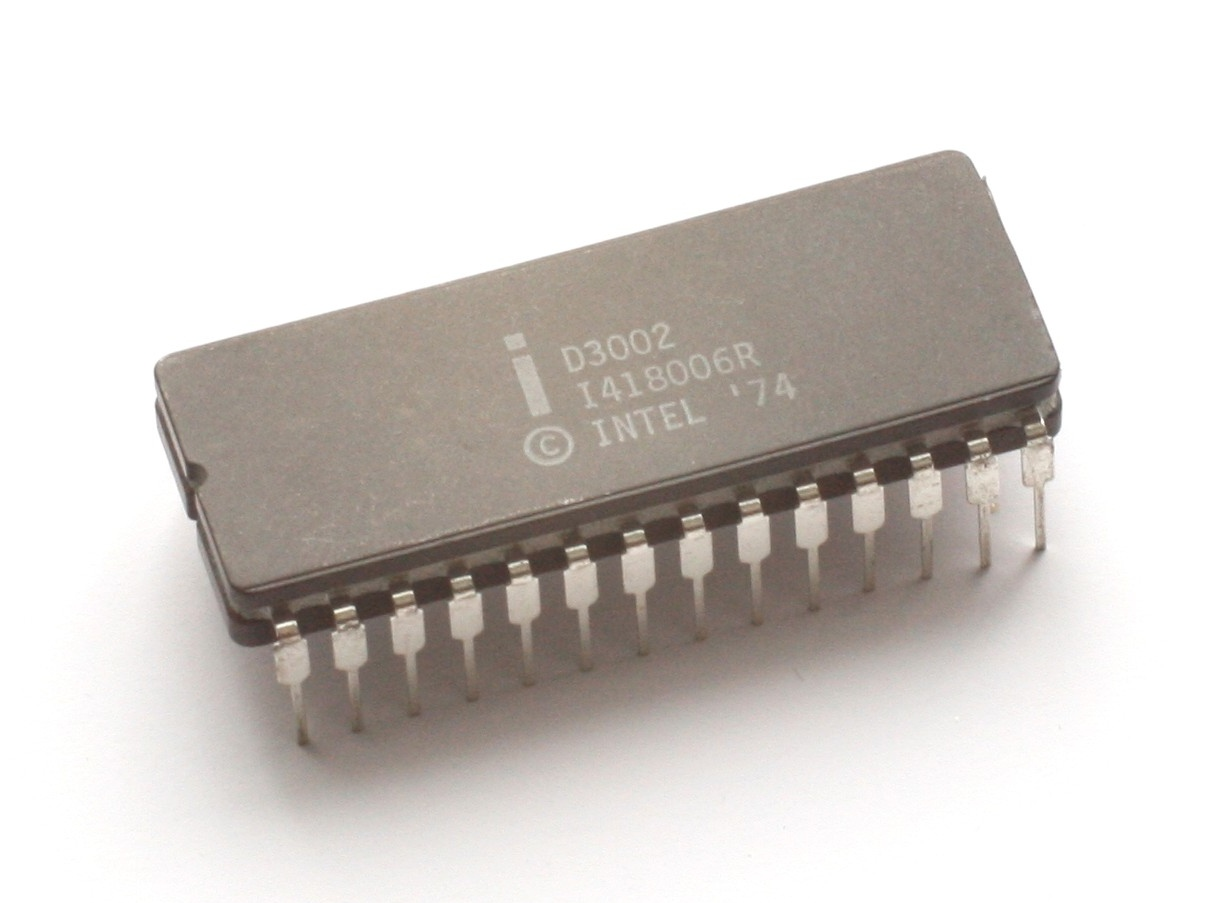
Intel D3002

Az Intel 3000 sorozat egy 2 bites bitszelet-mikroprocesszor komponenscsaládot alkotó integrált áramkörsorozat, amit az Intel fejlesztett és 1974 harmadik negyedévében vezetett be. A csipsorozat egységei bitszelet-processzorok építőelemeiként szolgáltak, bipoláris Schottky tranzisztorok használatával készültek.
Mindegyik összetevő egy processzorfunkció két bitjét valósítja meg, és a komponenseket úgy lehet összekapcsolni, hogy azokkal egy tetszőleges szóhosszúságú processzort lehessen felépíteni.

## Leírás
Az Intel 3000 bitszelet processzorcsaládot 1974-ben vezették be. A család olyan komponenseket tartalmaz, amelyek páros (azaz 2, 4, 6, stb. bit) adatszélességű mikroprocesszorok építésére használhatók. A 3000-es család egyik fő összetevője az Intel 3002 központi feldolgozóegység (Central Processing Element, CPE). A 3002 CPE egy 2 bites ALU és regiszterfájl, amely logikai és számtani, balra/jobbra eltolás és bit nullérték ellenőrzés műveletek végzésére képes. A 3002 tartalmaz 11 regisztert és egy akkumulátort is. Több 3002 CPE elem egymáshoz kapcsolható 4 bites vagy szélesebb adatok feldolgozására. A 3002 CPE elemek nem a memóriából kapják az utasításokat – ez az Intel 3001 mikroprogramvezérlő egység (Microprogram Controller Unit, MCU) feladata. A 3001 MCU legfeljebb 512 programmemória-szót képes címezni, és lehetőséget ad feltételes vagy feltétel nélküli ugrásokra valamely memóriahelyre. Az 512 szavas memóriát a 3001-es elem 32 soros és 16 oszlopos mátrixként kezeli. Az MCU képes a 0. számú sorra ugrani, az aktuális sor bármelyik oszlopára, az aktuális oszlopban lévő bármely sorra, vagy az oszlopok/sorok részhalmazán belüli bármely helyre, de ezeken kívül más tetszőleges helyre nem. A 3001-es csip további funkciója a CPE elemtömb be- és kimeneti logikájának vezérlése.
A komponensekkel 8,33–16,67 MHz-es órajelű eszközöket lehet összeállítani. A csipek 28 és 40 lábú DIP tokozásokban készültek.
A 3000-es sorozat elemeinek egyedüli másodlagos szállítója a Signetics volt. Csehszlovákia és a Szovjetunió klónozta az Intel 3002, 3001 csipeket és a 3000-es család további elemeit is.

## A család elemei
- 3001 – mikrovezérlő egység
- 3002 – 2 bites aritmetikai-logikai egység szelet
- 3003 – előre számított átvitel generátor
- 3205 – nagy teljesítményű 8-ból 1 bináris dekóder
- 3207 – négyszeres bipoláris-MOS szinteltoló és meghajtó
- 3208 – hat tranzisztoros bitvonal-erősítő és tároló MOS memóriákhoz
- 3210 – TTL–MOS szinteltoló és nagyfeszültségű órajel meghajtó
- 3211 – ECL–MOS szinteltoló és nagyfeszültségű órajel meghajtó
- 3212 – többmódú tárolópuffer
- 3214 – megszakításvezérlő egység
- 3216 – párhuzamos, invertáló kétirányú sínmeghajtó
- 3222 – frissítésvezérlő 4 K-s NMOS RAM-okhoz
- 3226 – párhuzamos, invertáló kétirányú sínmeghajtó
- 3232 – cím-multiplexer és frissítésszámláló 4 K-s DRAM-okhoz
- 3242 – cím-multiplexer és frissítésszámláló 16 K-s DRAM-okhoz
- 3245 – négyszeres bipoláris TTL–MOS szinteltoló és 4 K meghajtó
- 3246 – négyszeres bipoláris ECL–MOS szinteltoló és 4 K meghajtó
- 3404 – nagy teljesítményű 6 bites tároló
- 3408 – hat tranzisztoros bitvonal-erősítő és tároló MOS memóriákhoz
- 3505 – következő generációs processzor

Sínszélesség: 2 × n bites adat/cím (n számú felhasznált szelettől függően).

## Gyártás

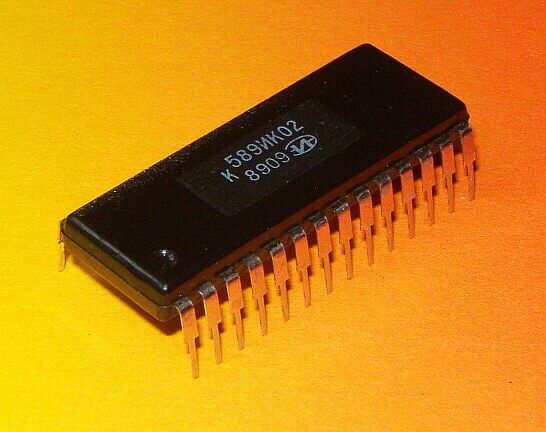
Szovjet К589ИК02 csip, Intel 3002 klón (1989)

Az Intel és a Signetics közötti másodlagos beszállítói szerződést 1975 márciusa körül jelentették be. A Signetics volt a csipcsalád egyetlen másodlagos gyártója. A 3000-es család elemeinek mintagyártása 1975 júliusában, a szériagyártás 1975 szeptemberében-októberében kezdődött. A Signetics csak a 3001-es mikroprogram-vezérlő egységet, a 3002-es bitszelet-processzort, és feltehetőleg a 3214 prioritásos megszakításvezérlő egységet gyártotta.
A 3002-es bitszelet-processzor szovjet klónját a „Mikron” gyárban készítették. A Szovjetunió megszűnése után a „Mikron” részvénytársasággá alakult és még az 1990-es években is gyártotta a sorozatot.
A 3002-es bitszelet-processzor csehszlovák klónját a Tesla (Technika Slaboproudá, Csehszlovákia egyik legnagyobb elektrotechnikai vállalat-csoportja) gyártotta.

## Fordítás
Ez a szócikk részben vagy egészben  a   List of Intel microprocessors című angol Wikipédia-szócikk ezen változatának fordításán alapul.  Az eredeti cikk szerkesztőit annak laptörténete sorolja fel. Ez a jelzés csupán a megfogalmazás eredetét és a szerzői jogokat jelzi, nem szolgál a cikkben szereplő információk forrásmegjelöléseként.